# Saint-Martin-l'Heureux
Saint-Martin-l'Heureux är en kommun i departementet Marne i regionen Grand Est (tidigare regionen Champagne-Ardenne) i nordöstra Frankrike. Kommunen ligger i kantonen Beine-Nauroy som tillhör arrondissementet Reims. År 2022 hade Saint-Martin-l'Heureux 91 invånare.

## Befolkningsutveckling
Antalet invånare i kommunen Saint-Martin-l'Heureux
| Referens: INSEE |